# Ascension Island Football Association
Die Ascension Island Football Association  ist der Fußballdachverband der Insel Ascension, einem gleichberechtigten Teil des Britischen Überseegebietes St. Helena, Ascension und Tristan da Cunha. Der Verband ist weder Mitglied des afrikanischen Fußballverband CAF noch der FIFA. Aus diesem Grund ist die Teilnahme an internationalen Turnieren der beiden Verbände ausgeschlossen.
Der Verband organisiert die Ascension Island Football League mit bis zu sechs Mannschaften. Alle Spiele werden auf dem Fußballplatz Long Beach ausgetragen.
Der Fußball auf St. Helena und Tristan da Cunha ist eigenständig organisiert.